# بووه (بلژیک)
شهر بووه (به فرانسوی: Bever) در ناحیه اداری ال-ویلوورد در استان فلومیش بربان در منطقه فلاندری در کشور بلژیک واقع شده‌است.